# Loconville
Loconville település Franciaországban, Oise megyében. Lakosainak száma 331 fő (2022. január 1.). Loconville Chaumont-en-Vexin, Fay-les-Étangs, Liancourt-Saint-Pierre és La Corne-en-Vexin községekkel határos.

## Népesség
A település népességének változása:
| Lakosok száma | 360  | 342  | 348  | 336  | 335  | 333  | 332  | 330  | 331  |
|               | 2013 | 2015 | 2016 | 2017 | 2018 | 2019 | 2020 | 2021 | 2022 |